# 1982 في ألمانيا
فيما يلي قوائم الأحداث التي وقعت خلال عام 1982 في ألمانيا.

## سياسة

### تعيين في المنصب
- 28 أبريل – مانفريد لانشتاين وزير المالية الاتحادي.
- 17 سبتمبر – هلموت شميت وزير الخارجية.
- 1 أكتوبر – هلموت كول مستشار ألمانيا.
- 4 أكتوبر – جيرهارد شتولتنبرج وزير المالية الاتحادي.
- 4 أكتوبر – هانز ديتريش غينشر نائب المستشار، وزير الخارجية.
- 1 نوفمبر – يوهانس راو رئيس البوندسرات.

### انتهاء فترة المنصب
- 1 يناير – هايدغارد هام بروشر وزير دولة ألماني  [لغات أخرى]‏.
- 17 سبتمبر – هانز ديتريش غينشر نائب المستشار، وزير الخارجية.
- 1 أكتوبر – مانفريد لانشتاين وزير المالية الاتحادي.
- 1 أكتوبر – هلموت شميت مستشار ألمانيا،وزير الخارجية.
- 4 أكتوبر – جيرهارد شتولتنبرج رئيس وزراء شليسفيغ هولشتاين ‏.

## رياضة
- 8 أغسطس – جائزة ألمانيا الكبرى 1982 الفائز باتريك تامباي.

## ظهور
- 1 يناير – باور ميتال

## مواليد

### يناير
- 9 يناير – بنيامين ليبرت كاتب ألماني.
- 21 يناير – سيمون رولفس لاعب كرة قدم ألماني.
- 25 يناير – مايكل لوتز لاعب كرة قدم ألماني.
- 31 يناير – أندرياس غورليتز لاعب كرة قدم ألماني.

### فبراير
- 3 فبراير – فيليب ماركس لاعب كرة مضرب ألماني.
- 11 فبراير – يورغن شميد لاعب كرة قدم ألماني.
- 12 فبراير – ماركوس فيولنر لاعب كرة قدم ألماني.
- 28 فبراير – أكسل شتاين ممثل ألماني.
- 28 فبراير – ماكسيميليان أبيل لاعب كرة مضرب ألماني.

### مارس
- 1 مارس – كريستيان مولر درّاج طريق ألماني.
- 9 مارس – ميريانا لوشيتش لاعبة كرة مضرب كرواتية.
- 10 مارس – فلوريان هيلر لاعب كرة قدم ألماني.
- 17 مارس – سيباستيان زبيك ملاكم ألماني.
- 18 مارس – تيمو غلوك سائق فورمولا 1 ألماني.
- 19 مارس – مراد كورناز كاتب تركي.
- 25 مارس – نادين كراوس لاعبة كرة يد ألمانية.
- 26 مارس – أندرياس هينكل لاعب كرة قدم ألماني.
- 30 مارس – مانويل فيوميك درّاج طريق ألماني.

### أبريل
- 3 أبريل – فلر
- 5 أبريل – توماس هيتزلسبيرغر لاعب كرة قدم ألماني.
- 6 أبريل – كولجا أفري لاعب كرة قدم ألماني.
- 26 أبريل – نادية بنعيسى

### يونيو
- 3 يونيو – ديتر كيندلمان لاعب كرة مضرب ألماني.
- 5 يونيو – زفيزدان ميسيموفيتش لاعب كرة قدم بوسني.
- 18 يونيو – إركان تيبر ملاكم ألماني.
- 20 يونيو – نيكار صديقان ممثلة أمريكية.
- 26 يونيو – أورسولا هول لاعبة كرة قدم ألمانية.

### يوليو
- 7 يوليو – ميسان هالدين لاعب كرة سلة ألماني.
- 11 يوليو – ألكسندر مادلونغ لاعب كرة قدم ألماني.
- 16 يوليو – أندريه جريبيل درّاج طريق ألماني.
- 29 يوليو – أليسون ماك ممثلة أمريكية.

### أغسطس
- 16 أغسطس – جوليا شروف لاعبة كرة مضرب ألمانية.
- 18 أغسطس – فلوريان كرينغه لاعب كرة قدم ألماني.
- 21 أغسطس – أوليفر كيرش لاعب كرة قدم ألماني.
- 31 أغسطس – سيباستيان زيمر لاعب كرة قدم ألماني.

### سبتمبر
- 3 سبتمبر – أنيا ألثاوس لاعبة كرة يد ألمانية.
- 9 سبتمبر – ساسكيا بارتوسياك لاعبة كرة قدم ألمانية.
- 16 سبتمبر – باربرا إنكليدر لاعبة رماية ألمانية.
- 16 سبتمبر – لينوس جيرديمان درّاج طريق ألماني.
- 20 سبتمبر – آرون بوركارت

### أكتوبر
- 11 أكتوبر – كريستوفر مكناوغتون لاعب كرة سلة ألماني.
- 11 أكتوبر – مارتينا مولر لاعبة كرة مضرب ألمانية.
- 17 أكتوبر – دانييل باور لاعب كرة قدم ألماني.
- 25 أكتوبر – غويدو غرونهيد لاعب كرة سلة ألماني.
- 25 أكتوبر – هيلغا ليمبورغ سياسي ألماني.
- 27 أكتوبر – جوانا زيمر مغنية ألمانية.

### نوفمبر
- 9 نوفمبر – ماسيف
- 22 نوفمبر – كوري بيلسير لاعب كرة سلة أمريكي.
- 24 نوفمبر – كريستيان إيتشنر لاعب كرة قدم ألماني.
- 25 نوفمبر – ماكسيميليان نيكو لاعب كرة قدم ألماني.

### ديسمبر
- 8 ديسمبر – حميد ألتينتوب لاعب كرة قدم تركي.
- 8 ديسمبر – خليل ألتينتوب لاعب كرة قدم تركي.
- 24 ديسمبر – تتسيا كاكيهارا

## وفيات

### يناير
- 1 يناير – دورا دونكل (مواليد 1925) مؤلفة ألمانية.

### مارس
- 27 مارس – بيتي شايد (مواليد 1895)
- 29 مارس – كارل أورف (مواليد 1895) ملحن ألماني.

### أبريل
- 28 أبريل – ريتشارد شنايدر (مواليد 1919)

### مايو
- 1 مايو – فالتر فينك (مواليد 1900) ضابط ألماني.
- 10 مايو – بيتر فايس (مواليد 1916)

### يونيو
- 10 يونيو – راينر فاسبيندر (مواليد 1945)
- 24 يونيو – ياكوب شترايتله (مواليد 1916) لاعب كرة قدم ألماني.

### أغسطس
- 1 أغسطس – رايموند بول (مواليد 1947) نَحّات ألماني.

### سبتمبر
- 1 سبتمبر – لودفيش بيبرباخ (مواليد 1886) رياضياتي ألماني.
- 8 سبتمبر – هنري مولر (مواليد 1896) لاعب كرة قدم ألماني.

### أكتوبر
- 10 أكتوبر – سابين بيترز (مواليد 1912) ممثلة ألمانية.

### ديسمبر
- 18 ديسمبر – ويلي ميلثيب (مواليد 1903)